# أولاد بومنيع (أولاد فكرون)
أولاد بومنيع هو دُوَّار يقع بجماعة سيدي موسى، إقليم قلعة السراغنة، جهة مراكش آسفي في المملكة المغربية. ينتمي الدوّار لمشيخة أولاد فكرون التي تضم دوارين. يقدر عدد سكانه بـ 2234 نسمة حسب الإحصاء الرسمي للسكان والسكنى لسنة 2004.

## روابط خارجية
- البوابة الوطنية للجماعات الترابية
- المندوبية السامية للتخطيط